# Brian Setzer
Brian Setzer (* 10. dubna 1959) je americký rock and rollový zpěvák a kytarista. Má svoji vlastní skupinu Brian Setzer Orchestra. Hrál také ve skupině Stray Cats.

## Diskografie
- Brian Setzer vydal mnoho alb, zde uvedena jen sólová alba.
- The Knife Feels Like Justice (1986)
- Live Nude Guitars (1988)
- Rockin' By Myself (1998)
- Nitro Burnin' Funny Daddy (2003)
- Rockabilly Riot Vol. 1: A Tribute To Sun Records (2005)
- 13 (2006)
- Red Hot & Live (2007)

## Filmografie
- La Bamba (1987)
- Mother Goose Rock 'n' Rhyme (1990)
- The Great White Hype (1996)
- The Nanny – "The Bobbi Flekman Story'" (1997)
- The Country Bears (2002)
- The Simpsons – "How I Spent My Strummer Vacation" (2002)